# Érintőképernyő

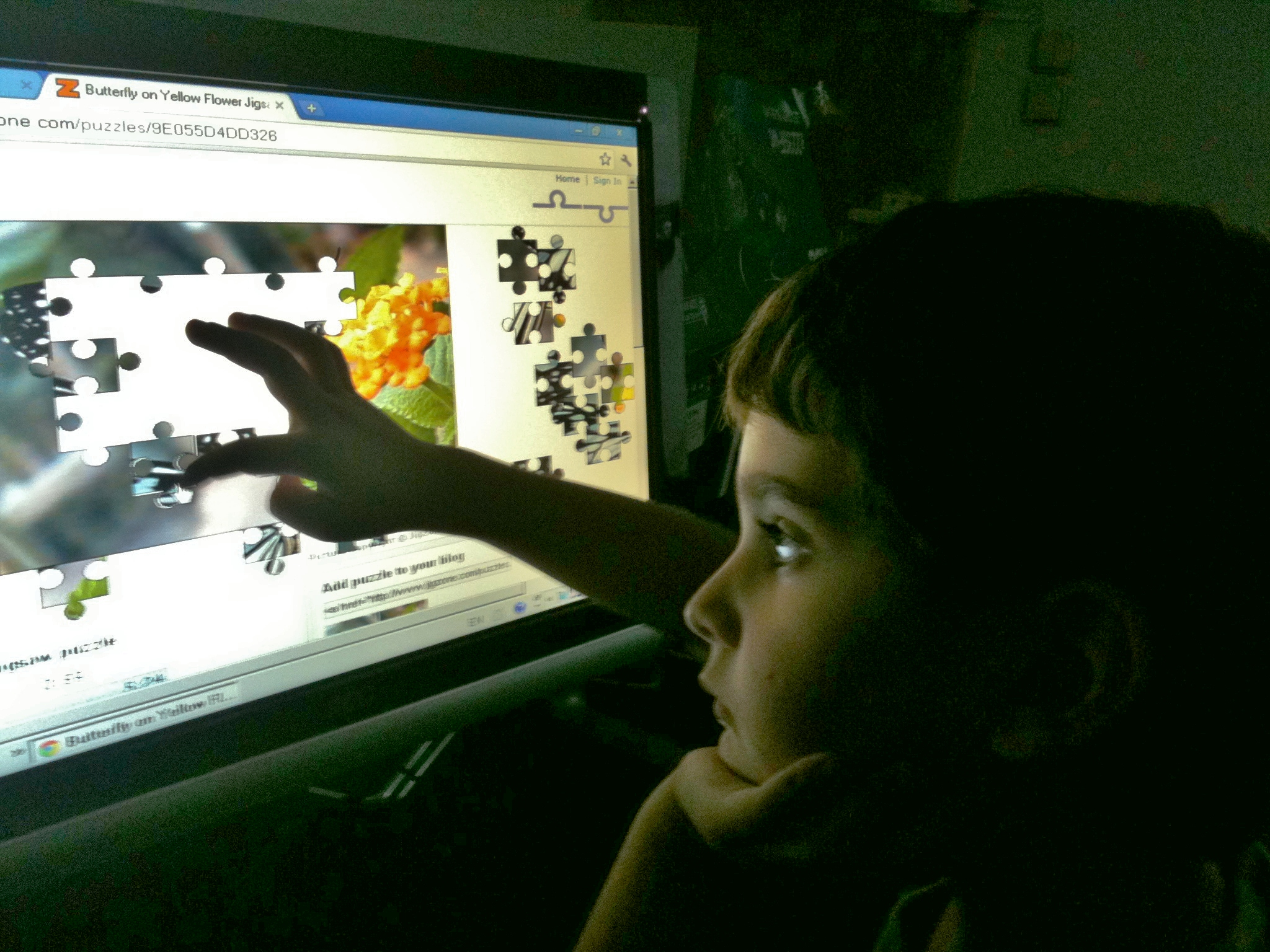
Játék érintőképernyővel

Az érintőképernyő olyan interaktív vizuális megjelenítő és egyben adatbeviteli felület, amelyet ha megérintenek, meghatározza az érintés koordinátáit, és ennek alapján vezérelhető az érintőképernyővel ellátott eszköz. Érintőképernyőről akkor beszélhetünk, ha nem használunk közvetítő perifériát (pl.: egér vagy érintésérzékeny rajzpad), hanem közvetlenül érintjük meg a képernyőt, ujjal vagy passzív segédeszközzel.
A technológia alapjai az 1960-as évekbe nyúlnak vissza, de az igazi fellendülést a PDA eszközök megjelenése hozta a ’90-es években, ami után a GPS-t használó érintőképernyős navigátorok (PNA), majd az okostelefonok, hordozható médialejátszók és táblagépek kifejlesztésének köszönhetően sikerük töretlen maradt. Mivel a két leggyakrabban használt megoldást, a rezisztív és a kapacitív technológiát korán levédték, így a szabadalmi oltalmuk már lejárt, tehát bárki által szabadon használhatóak.

## Fejlesztésének története

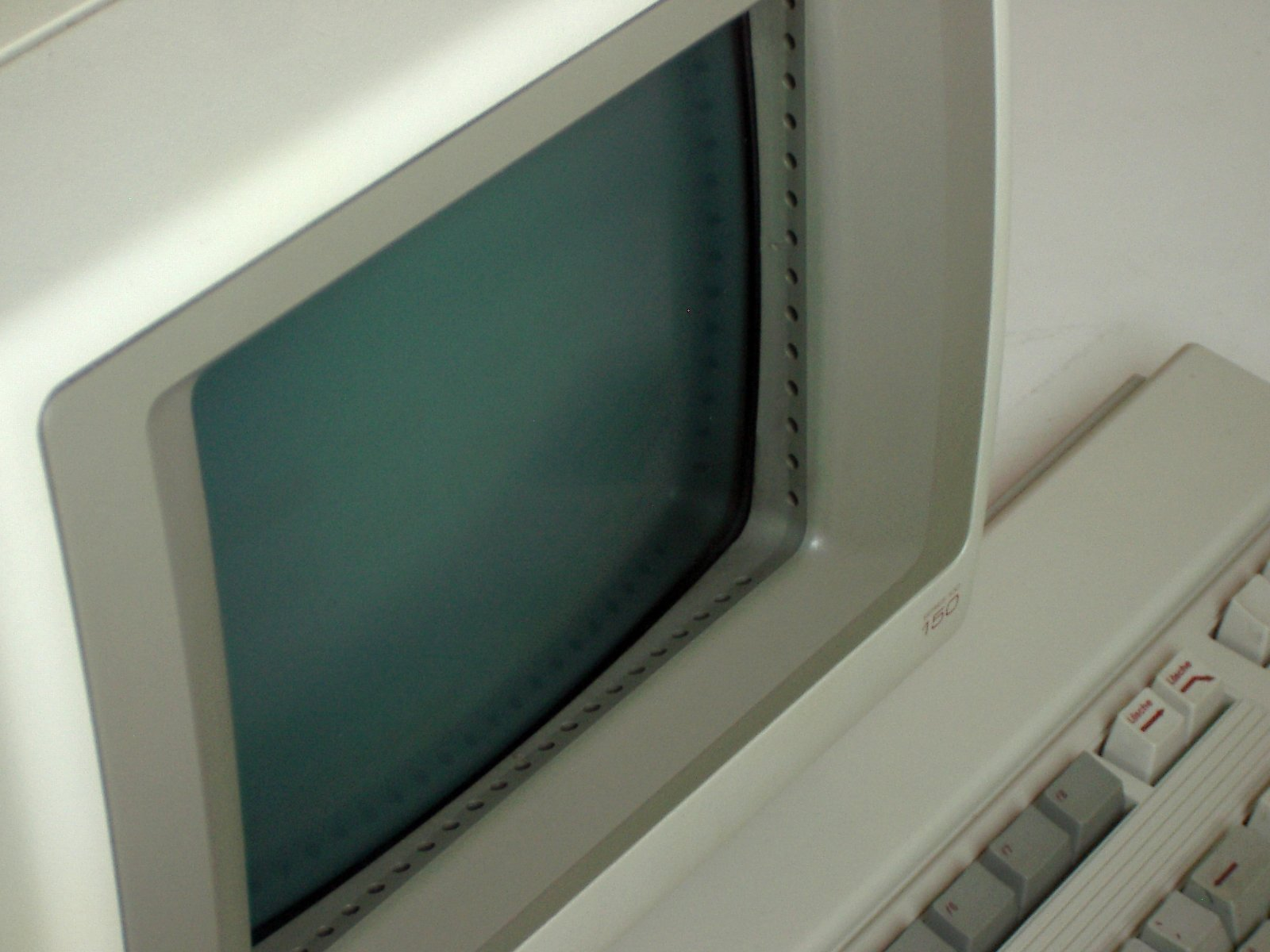
Az érintőképernyős HP-150. A képernyő szegélyénél körben jól látszanak az infravörös érzékelők furatai

1965 és 1967 között E.A. Johnson kezdett érintőképernyőt fejleszteni az Egyesült Királyság légi radarirányítása számára. 1968-ban publikált részletes cikket az érintőképernyő technológiáról. Később megoldását az angliai légiirányítás hasznosította is és évtizedekig használták.
1971-ben a kentuckyi egyetemen tanító dr. Sam Hurst kifejlesztett egy érintőszenzort, ami habár nem volt átlátszó, de mérföldkő volt a technológia fejlesztésében. 1974-ben Hurst által alapított Elographics cég végül kifejlesztette a már átlátszó érintőképernyőt és 1977-ben elkészítette az első igazi rezisztív technológiát, ami évtizedekig a legnépszerűbb megoldás volt.
1972-től az Illinois-i Egyetemen az infravörös érintőképernyős PLATO IV termináloknak köszönhetően, az USA-ban már megjelentek mint oktatásban használatos eszközök.
Az első kereskedelmi forgalomban is kapható érintőképernyős személyi számítógép (PC) az 1983-ban megjelent HP-150 volt. Az érintés pontját egy, a képernyő előtt elhelyezett 80 oszlopból és 27 sorból álló infravörös érzékelő rács határozta meg. Az ára pedig 2795 dollár volt.
A '80-as évekig az eszközök egy időben csak egy érintést tudtak érzékelni és a rövid és hosszú érintés közötti különbséget is csak néhány érintőképernyő tudta kiértékelni. 1984-ben Bob Boie a Bell Labsnál kifejlesztette az első több érintést kezelni tudó (multitouch, többérintéses) érintőképernyőt.
A 90-es években elindult az első érintőképernyős ún. „marokkészülékek” forgalmazása. 1993-ban az Apple piacra dobta Newton PDA nevű készülékét. Még ebben az évben az IBM is árusítani kezdte Simon personal fantázianevű telefonját, amelybe építettek egy érintőképernyő vezérelte egységet (naptár, jegyzetelési stb. funkciókkal). Így elsőként ötvözték a telefont és az érintőképernyőt. Az ára 899 dollár lett. Ezután több PDA és GPS készülék is használta az érintőképernyőt.
2002-ben a Microsoft táblagépe még érintőceruzával működött, de az igazi nagy változást az iPhone 2007-es megjelenése hozta, amikor az Apple cég komoly fejlesztéseket végzett az érintőképernyővel.

## Működési elv
Az érintőképernyők általános működési elve, hogy egy hagyományos kijelző fölé átlátszó érzékelő réteg kerül. Habár e két eszközt összeépítik, működés szempontjából lényegében különálló egységek. Ha a hagyományos kijelzőn látható egy ikon, amit „megnyom” a készülék használója, akkor így a kijelző felett lévő érzékelő réteghez ér hozzá. A behatás miatt az érzékelő felület egy pontján valamilyen eltérés keletkezik az alapállapothoz képest. Ezt a jelet aztán a készülék adatfeldolgozó egysége kiértékeli és meghatározza, hogy az érzékelőlapon a nyomás helye pontosan melyik ikonnak felel meg az alatta lévő hagyományos kijelzőn és a készülék szoftvere végrehajtja a „nyomási” eseményhez rendelt feladatot. Így azt az érzetet kelti, mintha a felhasználó közvetlenül az ikont nyomta volna meg.

### Kiértékelési folyamat
A technológia fejlődésével és az új fejlesztésekkel az érintés kiértékelési folyamata is egyre összetettebb lett. Ma már elvárt kezelő funkciónak tekinthető a nyomás idejének mérése, az egyidejű több érintés feldolgozása és ún. húzás (megérintve a felületet húzunk egy vonalat vagy formát) feldolgozása. Ez nemcsak tökéletesebb érintőképernyő technológiát igényel, hanem a szoftveres adatfeldolgozás is jóval komplikáltabbá vált.
Például a manapság népszerű kapacitív technológia esetén az érintés után a nyers adat megérkezik az érintésmintáról a feldolgozó processzorba. Első lépésben megállapítja, hogy mi az egyértelmű érintés és mi véletlen zaj a kapott információból, ami keletkezhet elektronikai zavarból, esetleg túlérzékenységből is (például az érintő kézfej közelsége is hatással van az elektromos térre). A feldolgozóegység tehát különválasztja a hasznos jelet. Ezután ezt az ellenőrzött adatot osztályozza méret, forma, érintés ideje vagy húzás esetén kezdő és végpont szerint. Megtörténnek a koordináta-kalkulációk is, majd a kapott eredményt az eszköz megpróbálja értelmezni. Egy húzásnak például adott esetben több funkciója lehet a képernyő területétől függően, így a szoftvernek meg kell találnia a megfelelő választ. Az is előfordulhat, hogy az érintési utasítás nem volt egyértelmű, így a szoftvernek dönteni kell, hogy végrehajtja-e a mintához hasonló esemény valamelyikét vagy inkább tétlen marad. Például érintőképernyős mobiltelefonok fejlesztésénél ügyelni kell arra, hogy az érintési parancsokat kövesse az eszköz, de telefonálás közben a fülhöz tartott érintőképernyő által érzékelt jelek ne okozzanak problémát.

## Technológiai megoldások

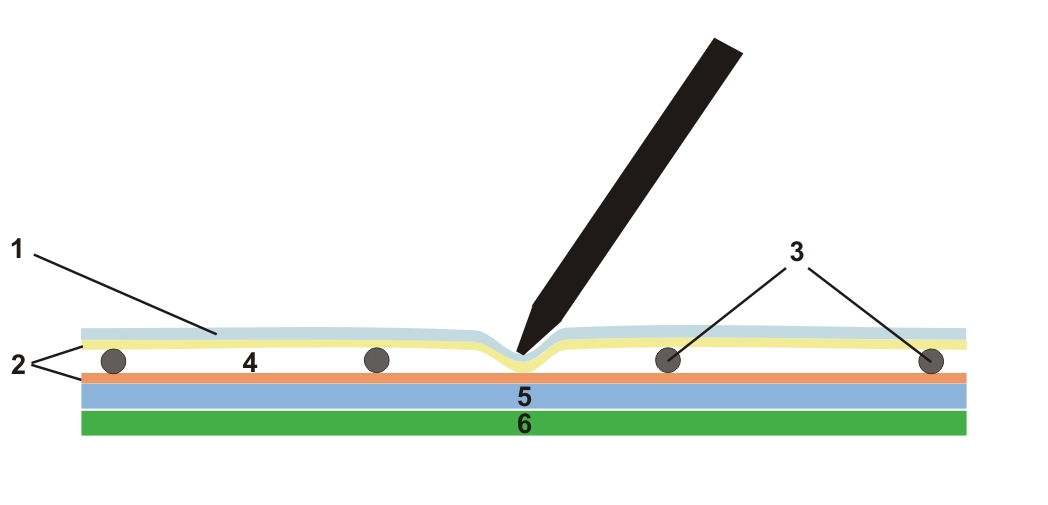
A rezisztív érintőképernyő működési elve: 1. átlátszó műanyag rugalmas felület, 2. átlátszó elektromos vezető réteg, 3. szigetelő pontok, 4. levegő, 5. elválasztó üveg, 6. képernyő (LCD)

A különböző technológiáknak megvolt a maguk csúcsidőszaka, de egy-egy technológiaváltás nem jelenti a korábbi technológia végét. Már csak azért sem, mert a különféle alapelven működő eljárásokat időnként újragondolják és habár az alapelv megmarad, az új megoldások más, korszerűbb megközelítést alkalmaznak. Például az 1970-80-as években gyakori volt az infravörös optikai megoldás, amit a kereskedelemben felváltott a rezisztív, majd kapacitív elven működő érintőképernyő, de új kísérletek folynak teljesen átdolgozott – az érintő lap alá helyezett merőleges – infravörös érzékelőkkel.

### Rezisztív
A rezisztív technológia lényege, hogy két eltérő töltésű átlátszó panelt egy szigetelő réteg választ el. Ez a szigetelő közeg levegő, és szigetelő pontokból álló háló tart távolságot a két réteg között. A panelek felett egy rugalmas átlátszó védőréteg van (többnyire műanyag). Az érintő nyomás hatására összeér a két panel és ezáltal azon a helyen megváltozik a panelek töltése az alapállapothoz képest. Ez alapján számolja ki az eszköz az érintés helyét. Mivel fizikai behatás eredményezi a két felület összenyomódását, lényegében bármilyen segédeszközzel létrehozható a nyomás. Előnye hogy a technika olcsó, ezért még ma is szívesen alkalmazzák, de ugyanakkor más technikákhoz képest ez adja a legkevésbé átlátszó felületet (a fény 70-75%-át engedi csak át). Kezdetben csupán egy érintés helymeghatározását tudta elvégezni a technológia, de ma már képesek a többszörös érintés (multitouch) kiértékelésére is, habár nem olyan kedvező tulajdonságokkal, mint a kapacitív megoldás. A korai PDA készülékekben és GPS eszközökben ezt a megoldást alkalmazták.

### Kapacitív

A kapacitív érintőképernyő működési elve

A kapacitív technológia esetén már egy kemény, átlátszó védőfelület van (üveg vagy műanyag), ami alatt egy elektromostér-érzékeny háló vagy -felület helyezkedik el (anyaga legtöbbször indium-trioxid és óndioxid). Így az átlátszó felület felett elektromos mező jön létre. Ha ujjunkkal közelítünk a felülethez, akkor zavart okozunk ebben a mezőben, mert ujjunkkal töltést vezetünk el, így a képernyő sarkaiban elhelyezkedő mérők meghatározhatják a változás helyét. Mivel ez a megoldás nem nyomásérzékelésre épül, hanem az érintésre, így nem reagál bármilyen behatásra. Ha nem az ujjunkat használjuk az érintésre, akkor speciális konduktív – töltés felhalmozására alkalmas – eszközre van szükség. A kapacitív technológia drágább, mint a rezisztív, de alkalmasabb a többszörös érintés (multitouch) érzékelésére. Ezt a megoldást használják a legtöbb modern táblagépben és okostelefonban. Fényáteresztő képessége jó, a fénynek 90%-át átengedi. Természetesen az alapelv-felhasználásra számtalan megoldás született, így többféleképpen hasznosítják ma már a kapacitív technológiát (pl.: mutual-, self kapacitív).

### Optikai (infravörös)
Az első optikai érintőképernyő esetén nem volt szükség speciális fizikai érintőfelületre. A hagyományos képernyő előtt infravörös érzékelők hálózatából álló sugárrács volt található, ami egy-egy jelkibocsátó- és azzal szemben álló érzékelő párosaiból épült fel. Ha valamilyen (nem átlátszó) tárgy megszakította egy ponton az infravörös sugarak útját, akkor a vízszintes és a függőleges érzékelők segítségével meghatározhatóak voltak az érzékelés koordinátái.
Ma már több optikai megoldás létezik. Például van olyan, ahol az infravörössugár-kibocsátó a felület alá van beépítve az érzékelőkkel együtt, és a felület fölé helyezett (érintést végző) tárgy veri vissza a jelet, amit aztán az eszköz kiértékel.

### Akusztikus hullám
Az alapelv hasonló a modern optikai megoldáshoz, de itt az érzékelést hanghullámok végzik. Amikor az érintés pontján változások állnak be az érzékelőmezőn, akkor az alapján határozza meg az eszköz az érintés pontját. Előnye, hogy mivel az érzékelőmező nem fizikai akadály, így a fényáteresztő képessége nagyon jó, ugyanakkor nehezen tönkretehető. Előszeretettel alkalmazzák vandálbiztos kijelzők esetén.

## Felületkialakítás és -védelem
Míg egyes eljárások nem kívánnak különleges kijelzővédelmet, addig a legtöbb érintőképernyőnél ez sarkalatos kérdés, már csak azért is, mert az eszközök hordozhatósága komolyabb igénybevételt jelent. A rezisztív technológia esetén a felső rétegnek nemcsak ellenállónak kellett lennie, hanem rugalmasnak is, így műanyagból készült. A kapacitív eljárás esetén lehetségesé vált a fényáteresztés szempontjából optimális és karcolásnak ellenállóbb üvegfelületek használata. Az üveg fő hátránya hogy törékeny, így speciális anyagokra volt szükség. Az egyik legjelentősebb gyártó a Corning speciális, „Gorilla” fantázianevű üvegtípust fejlesztett ki még a 60-as években, amelynél ioncserén alapuló eljárással tették ellenállóvá az üveget, de évtizedekig nem volt rá piaci igény. Steve Jobs az iPhone tervezési szakaszában kereste fel a céget és bízta meg őket a tömeggyártással. Habár a cég először ódzkodott, Jobs nyomására végül vállalták a korábban kihasználatlan, költséges technológiára való viszonylag gyors átállást. E gyártási eljárás során ioncserés folyamat által kompressziós réteget hoznak létre az üveg felületén, aminek köszönhetően 0,8–1 milliméter vastagságú lapok látták el a kijelző védelmet. Habár ellenállóbb lett az üveg anyaga, továbbra is törékeny volt erős behatásra. Egy 2012-es felmérés szerint a javításra szoruló táblagépek 90%-a leesés következtében hibásodik meg és 30%-ban az üvegfelület sérül. A Corning 2012-ben bejelentett egy új, hajlékony üveget, amely lehetővé teszi a rugalmas készülékek tervezését. Az anyag vastagsága mindössze 0,1 milliméter (nagyjából olyan vastag mint egy írólap). Az eljárás lényege, hogy az üvegtáblákat 400 fokos káliumsóoldatba merítik. Az eljárás során a kisebb nátriumionok elhagyják az üveget, és a helyüket káliumionok veszik át amitől rugalmas lesz.